# Otheensche Kreek
De Otheensche Kreek is een vrij brede kreek in Zeeuws-Vlaanderen, genoemd naar het dorpje Othene dat inmiddels is opgeslokt door Terneuzen. Het noordelijke gedeelte van de Otheensche kreek ligt momenteel in de stad Terneuzen.

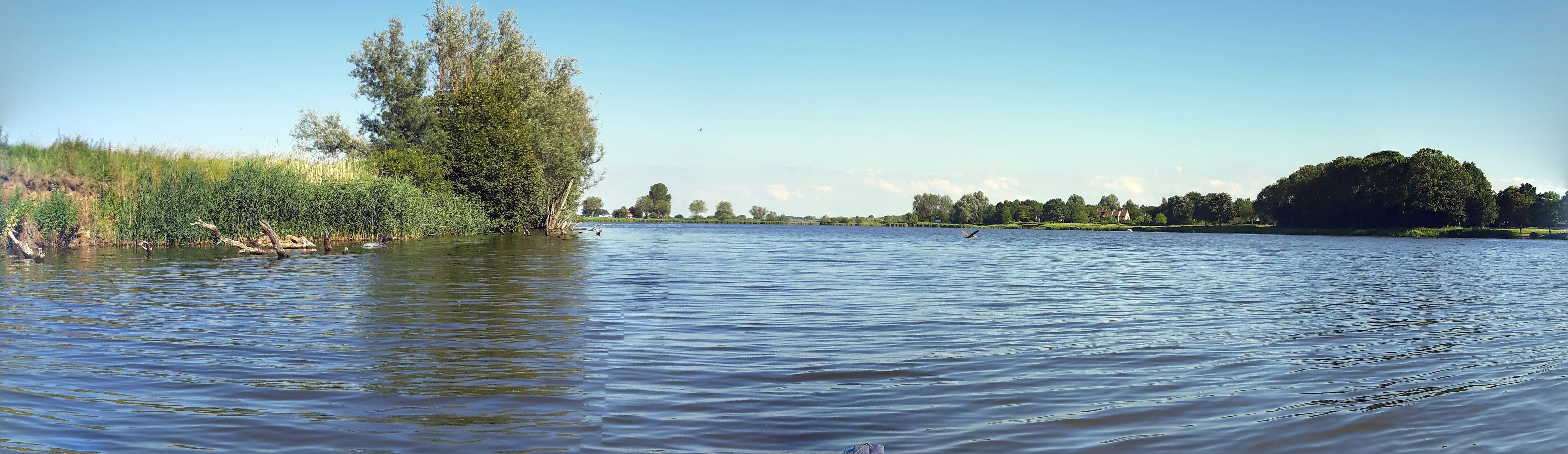
Otheensche Kreek

## Geschiedenis
De Otheensche kreek is ooit begonnen als de Notense Geul, een uitloop van de Honte.

## Algemeen
De Otheensche kreek is door de jaren heen steeds zoeter geworden en is momenteel een voorraadbekken voor zoet water. De kreek beslaat ongeveer 100 hectare en is gemiddeld drie meter diep, met hier en daar een put van zes meter. Omdat de kreek als zwemwater wordt gezien is er meer controle op de kwaliteit van het water, waardoor de kwaliteit van het water alleen maar toeneemt, wat ook de visstand ten goede komt. Op deze manier is de kreek ook geschikt als viswater.
De Otheensche kreek wordt in tweeën gedeeld door de Kraagbrug.

## Zuidelijk gedeelte
Het zuidelijke gedeelte van de Otheensche kreek is omgeven door natuurgebied. Dit is het Eiland van de Meijer. De kreek dient ook als afwatering voor de er achterliggende gebieden. Het water komt van twee kanten de kreek in, vanuit Axel en vanuit Zaamslag. Beide toevoergeulen komen uit een meertje.

## Noordelijk gedeelte
De noordzijde wordt aan twee zijden omgeven door Terneuzen. Aan de oostzijde liggen Othenepolder, Othene (Noten), Rietlanden en de Kraaglanden. Noten is het voormalig dorpje Othene dat geheel in de nieuwe wijk Othene Ligt. Othenepolder, Rietlanden en de Kraaglanden zijn drie nieuwe wijken van Terneuzen. In de wijk Rietlanden zijn veel huizen gebouwd langs gegraven grachten die uitlopen in de Otheensche kreek. De Kraaglanden is nog in ontwikkeling en zou een exlusieve woonomgeving moeten worden met aandacht voor veel groen. Het groen zou dan moeten overgaan in de kreek. Tussen de wijk Othenepolder en de wijk Serlippenspolder ligt een spuisluis die dient om water van de Otheensche Kreek te lozen op de Westerschelde. Tot de jaren zestig liep er een afwateringskanaal, westelijk door de Serlipenspolder en tussen de zeedijk en de Noordpolder, naar Terneuzen, en werd het water daar op de Westerschelde geloosd. Vanwege de uitbreiding van Terneuzen met de wijk Serlippenspolder richting Othene (Noten) werd het kanaal grotendeels gedempt. Alleen het stuk in de wijk Noordpolder is bewaard gebleven. Aan de westzijde van de kreek liggen de wijken Serlippenspolder, Katspolder, Zeldenrust en De Kraag. Tussen de kreek en de laatstgenoemde wijken is een park ontstaan met aan het water veel riet en de mogelijkheid om te vissen of te zwemmen. Zwemmen mag overal behalve op plaatsen die met borden zijn aangegeven. Verder zijn er twee kleine jachthavens voor kleine pleziervaartuigjes. Een in de Serlippenspolder, die niet meer is dan een inhammetje en een aanlegsteigertje, en een in de Katspolder. Deze laatste haven is een heuse jachthaven waar ook de boten van de plaatselijke scouting liggen.

## Rondje Kreek
Dit is een project om een fietsroute aan te leggen rond het noordelijk gedeelte van de kreek. Met extra groen en over een aantal brugjes over gegraven waterlopen in de nieuwe wijken.

## Natuur
Binnen de bebouwde kom is er langs de westzijde van de kreek een park aangelegd. Hier staan onder andere een aantal oude knotwilgen. In het park is ook een hertenweide en een kinderboerderij. Zo is het mogelijk te wandelen en te fietsen van de zuidelijkste punt van de stad (bij het ziekenhuis "Zorgsaam") tot de noordelijkste punt (bij de jachthaven aan de Schelde) door parkgebied en over de zeedijk. Langs de gehele kreek bevindt zich een rietkraag, waar vele vogels nestelen en verblijven, diverse malen is ook het ijsvogeltje waargenomen.

## Vissoorten
Vissoorten die voorkomen in de Otheensche kreek zijn:
Algemeen voorkomende vis
- Baars
- Snoekbaars
- Snoek

Algemeen voorkomende karpers
- Karper
- Spiegelkarper
- Schubkarper

- Bijzondere karpers
- Boerenkarper
- Lederkarper

Voorns
- Blankvoorn
- Ruisvoorn

Karperachtigen
- Alver
- Winde
- Brasem
- Kolblei

Andere vissoorten
- Aal
- Bot